# 民主行動党 (マレーシア)
民主行動党（みんしゅこうどうとう、英語: Democratic Action Party; DAP）は、マレーシアの政党である。主たる支持基盤を華人に置く中道左派の野党勢力であり社会民主主義を標榜する。

## 歴史
1957年にマラヤ連邦としてイギリスから独立を達成した際にシンガポールは連邦結成に参加した。だが半島部マレーシアの人口の大多数がマレー系であったのに対してシンガポールの人口の約80%が華人を占めていた点、加えて独立前後のシンガポール経済は過大な失業者を抱え、半島部マレーシアはシンガポールの有力な市場である必要性があったため、1964年に実施された総選挙の際に、リー・クアンユー率いる人民行動党（英語: People's Action Party）は、DAPとして選挙戦に参加することで華人の意見の集約を図った。1965年にシンガポールが分離独立した後も、半島部マレーシアの有力な華人反対勢力として野党となり行動している。
民主行動党は華人に基盤を置くため世俗主義色が非常に強く、同じ野党でもイスラム政党である全マレーシア・イスラーム党とは折り合いがよくなかった。しかし2008年総選挙ではアンワル・イブラヒム元副首相による調整が功を奏して積極的な選挙協力を行い、28議席を獲得、またペナン州では州政権を獲得するなど大躍進を遂げた。
2020年2月24日、マハディが首相マハティール・ビン・モハマドの党首を辞任先住民族団結党発表した後、先住民族団結党は同日、希望同盟からの撤退を発表し、マハディが政治危機を引き起こした。 人民正義党のアンワル議長との首相の座を争う民主行動党は、最終的に首相の座にとどまるためにギリシャ連合と協力することを選んだが、ムヒディン・ヤシンの决定は国民同盟によって、同年3月1日に政権に就き、中央権力を失った。
民主行動党は、人民正義党と国民信任党との政治的同盟を形成し続け、国民同盟の政権を崩壊させようとした。 人民正義党は、この危機で議席を失った後、最大の野党に交代した。 3月9日、マラッカとシャン州には、マラッカのペンガラン・バトゥ州議員ノイチャン議員と、党を退陣すると公に宣言したルオ州議員の3人の議員が、リーガ・エスパニョーラの議員であるヤン・ズーチアンとウェンドン州議会議員（西華スバマリアン）を選出した。 民主行動党の懲戒委員会が3人の党員を解任すると発表した後、106の州議会が残った。

## 関連する人物・団体
- リー・クアンユー
- マハティール・ビン・モハマド
- 人民行動党